# إدارة العمليات

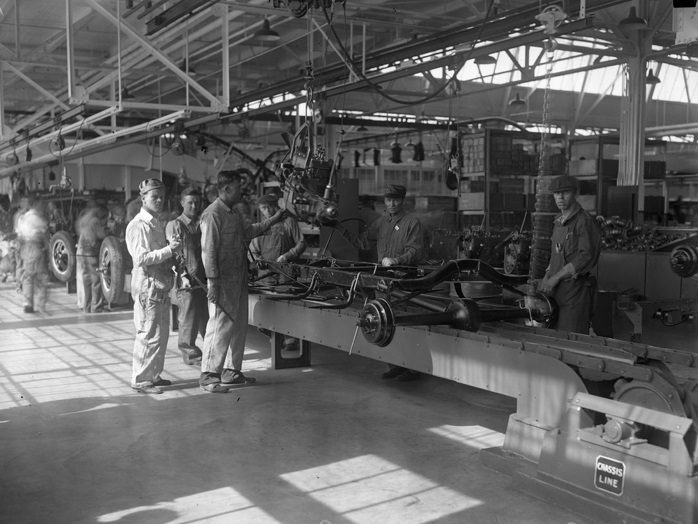

إدارة العمليات مجال إدارة معني بتصميم ومراقبة عملية الإنتاج وإعادة تصميم العمليات التجارية في إنتاج السلع أو الخدمات. ينطوي على مسؤولية التأكد من أن عمليات الشركة تتسم بالكفاءة من ناحية استخدام عدد قليل من الموارد حسب الحاجة وفعالة من ناحية تلبية متطلبات العملاء. تهتم إدارة العمليات في المقام الأول بالتخطيط والتنظيم والإشراف في سياقات الإنتاج أو التصنيع أو تقديم الخدمات.
إدارة العمليات معنية بإدارة نظام إنتاج كامل والعملية التي تحوّل المدخلات (في شكل المواد الخام والعمالة والطاقة) إلى مخرجات (على شكل سلع و/أو خدمات)، أو تقدم منتجًا أو خدمات. تنتج العمليات المنتجات وتضبط الجودة وتخلق الخدمة. تشمل إدارة العمليات قطاعات مثل الأنظمة المصرفية والمستشفيات والشركات والعمل مع المورّدين والعملاء واستخدام التكنولوجيا. العمليات واحدة من الوظائف الرئيسية في المنظمة إلى جانب سلاسل التوريد والتسويق والتمويل والموارد البشرية. تتطلب مهمّة العمليات إدارة كل من الإنتاج الاستراتيجي واليومي للسلع والخدمات.
في إدارة عمليات التصنيع أو الخدمة، تُتخذ عدة أنواع من القرارات بما في ذلك إستراتيجية العمليات وتصميم المنتجات وتصميم العمليات وإدارة الجودة والسعة وتخطيط المرافق وتخطيط الإنتاج ومراقبة المخزون. تتطلب كل منها القدرة على تحليل الوضع الحالي وإيجاد حلول أفضل لتحسين فعالية وكفاءة عمليات التصنيع أو الخدمة.

## العمليات الخدمية
تعد الصناعات الخدمية جزءًا رئيسيًا من النشاط الاقتصادي والعمالة في جميع البلدان الصناعية مشكلةً 80% من العمالة والناتج المحلي الإجمالي في إدارة العمليات الأمريكية لهذه الخدمات، وتختلف عن التصنيع، إذ طُوّرت منذ سبعينيات القرن العشرين من خلال نشر الممارسات المميزة والبحث الأكاديمي. يرجى ملاحظة أن هذا القسم لا يتضمن بشكل خاص «شركات الخدمات المهنية» والخدمات المهنية الممارسة ضمن هذا التخصص (التدريب المتخصص والتعليم داخل).
وفقًا لفيتزسيمونز، فإن اختلافات فيتزسيمونز وبوردولوي (2014) بين السلع والخدمات المصنعة هي كما يلي:
·       الإنتاج والاستهلاك في وقت واحد. يجب إنتاج الخدمات ذات التواصل العالي (مثل الرعاية الصحية) بحضور العميل، إذ تُستهلك أثناء إنتاجها. ونتيجة لذلك، لا يمكن إنتاج الخدمات في مكان ما ونقلها إلى مكان آخر، مثلما يحدث في السلع. وبالتالي، عمليات الخدمة متوّزعة بالقرب من العملاء مكانيًا. علاوة على ذلك، يسمح الإنتاج والاستهلاك المتزامنان بإمكانية الخدمة الذاتية لإشراك العميل في نقطة الاستهلاك (مثل محطات الوقود). يمكن فقط توفير خدمات التواصل المنخفض المنتجة في «الغرفة الخلفية» (على سبيل المثال، مقاصة الشيكات) بعيدًا عن العميل.
·       القابلية للتلف. نظرًا لأن الخدمات قابلة للتلف، لا يمكن تخزينها لاستخدامها لاحقًا. في شركات التصنيع، يمكن استخدام المخزن لتخزين العرض والطلب مؤقتًا. نظرًا لأن التخزين المؤقت غير ممكن في الخدمات، يجب تلبية الطلب شديد التباين من خلال العمليات أو تعديل الطلب لتلبية العرض.
·       الملكية. في التصنيع، تُنقل الملكية إلى العميل. ولا تُنقل الملكية للخدمة. نتيجة لذلك، لا يمكن امتلاك الخدمات أو إعادة بيعها.
·       الملموسية. الخدمة غير ملموسة ما يجعل من الصعب على العميل تقييم الخدمة سلفًا. في حالة السلعة المصنّعة، يمكن للعملاء رؤيتها وتقييمها. غالبًا ما تُضمن جودة الخدمة عن طريق الترخيص والتنظيم الحكومي والعلامة التجارية لطمأنة العملاء بأنهم سيحصلون على خدمة عالية الجودة.
تشير هذه المقارنات الأربعة إلى اختلاف إدارة عمليات الخدمة تمامًا عن التصنيع في ما يتعلق بمسائل مثل متطلبات السعة (شديدة التغير)، وضمان الجودة (يصعب تحديدها كميًا)، ومكان التسهيلات (المشتتة)، والتفاعل مع العميل أثناء تقديم الخدمة (تصميم المنتج والعملية).
في الوقت التي توجد فيه اختلافات هناك العديد من أوجه التشابه أيضًا. على سبيل المثال، تُطبّق أساليب إدارة الجودة المستخدمة في التصنيع مثل جائزة بالدريج وستة سيغما على نطاق واسع على الخدمات. وبالمثل، تُطبّق مبادئ وممارسات الخدمة الرشيقة ضمن عمليات الخدمة. الاختلاف المهم هو أن العميل موجود في النظام عند تقديم الخدمة ويجب أخذ هذا في الاعتبار عند تطبيق هذه الممارسات.
أحد الفروق المهمة استرداد الخدمة. عند حدوث خطأ في تقديم الخدمة، يجب أن يُسلّم التعويض على الفور بواسطة مزوّد الخدمة. إذا سكب نادل في مطعم ما حساء في حضن العميل، يمكن أن يتضمن التعويض وجبة مجانية ووعدًا بتنظيف جاف مجاني. فرق آخر يكمن في القدرة التخطيطية. نظرًا لأنه لا يمكن تخزين المنتج، يجب تنظيم مَرفق الخدمة ليتحمّل ذروة الطلب ما يتطلب مرونة أكبر من التصنيع. يجب أن يكون موقع المرافق بالقرب من العملاء ويمكن أن يُفتقر إلى اقتصاديات الحجم. يجب أن تأخذ الجدولة في الحسبان إمكانية انتظار العميل في الطابور. ابتُكرت نظرية الطابور للمساعدة في تصميم خطوط انتظار لمَرافق الخدمة. إدارة الإيرادات مهمة لعمليات الخدمة، إذ أن المقاعد الفارغة على متن الطائرة هي إيرادات مفقودة عندما تغادر الطائرة ولا يمكن تخزينها للاستخدام في المستقبل.

## السلامة والمخاطر والصيانة
تتضمن المشكلات الإدارية المهمة الأخرى سياسات الصيانة (انظر أيضًا فلسفة هندسة الموثوقية والصيانة)، وأنظمة إدارة السلامة (انظر أيضًا هندسة السلامة وإدارة المخاطر)، وإدارة المرافق وعملية تكامل سلسلة التوريد.